# 新川沙图书馆
浦东新区新川沙图书馆有两处馆舍，分别坐落于上海市浦东新区川黄路157号和新川路555号，是文化和旅游部评定的国家二级图书馆。

## 概况
图书馆可追溯到始建于1959年的川沙县图书馆。2006年7月，原浦东新区图书馆川沙分馆和川沙少儿分馆合并组建成为浦东新区新川沙图书馆，图书馆建筑面积4377平方米，藏书30多万册，阅览座位550余只。 